# Flugstjärnet
Flugstjärnet är en sjö i Eda kommun i Värmland och ingår i Göta älvs huvudavrinningsområde. Sjöns area är 0,016 kvadratkilometer och den är belägen 221 meter över havet.